# Atletica leggera ai Giochi della XV Olimpiade - Salto con l'asta

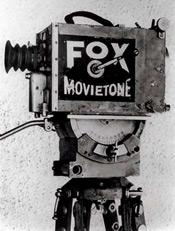
Video della Finale

La competizione del salto con l'asta di atletica leggera ai Giochi della XV Olimpiade si è disputata nei giorni 21 e 22 luglio 1952 allo Stadio olimpico di Helsinki.

## L'eccellenza mondiale
| Campione olimpico 1948   | 4,30      | Guinn Smith     | Ritirato 1949 |
| Campione europeo 1950    | 4,30      | Ragnar Lundberg | Presente      |
| Primatista europeo       | 4,40 1950 | Ragnar Lundberg | Presente      |
| Vincitore dei Trials USA | 4,47      | Robert Richards | Presente      |

## Risultati

### Turno eliminatorio
Qualificazione a metri  4,00
Gruppo A
| Pos. | Atleta                   | Nazione          | Misura | Salti | Salti | Salti | Salti |
| Pos. | Atleta                   | Nazione          | Misura | 3,60  | 3,80  | 3,90  | 4,00  |
| ---- | ------------------------ | ---------------- | ------ | ----- | ----- | ----- | ----- |
| 1    | Piotr Denysenko          | Unione Sovietica | 4,00   | -     | O     | -     | O     |
| 1    | Tamás Homonnay           | Ungheria         | 4,00   | -     | O     | -     | O     |
| 3    | Zeno Dragomir            | Romania          | 4,00   | -     | O     | O     | O     |
| 4    | Rigas Efstathiadis       | Grecia           | 4,00   | O     | O     | XO    | O     |
| 5    | Volodymyr Brazhnyk       | Unione Sovietica | 4,00   | O     | O     | -     | XO    |
| 6    | Theodosios Balafas       | Grecia           | 4,00   | O     | O     | O     | XO    |
| 6    | Torfi Bryngeirsson       | Islanda          | 4,00   | O     | O     | O     | XO    |
| 8    | Walter Hofstetter        | Svizzera         | 3,90   | O     | XO    | O     | XXX   |
| 9    | Timothy Anderson         | Gran Bretagna    | 3,80   | O     | O     | -     | XXX   |
| 9    | Geoffrey Elliott         | Gran Bretagna    | 3,80   | O     | O     | -     | XXX   |
| 11   | Hélcio da Silva          | Brasile          | 3,60   | O     | XXX   |       |       |
| 12   | Gamal El-Din El-Sherbini | Egitto           | 3,60   | XXO   | XXX   |       |       |

Gruppo A
| Pos. | Atleta              | Nazione          | Misura | Salti | Salti | Salti | Salti |
| Pos. | Atleta              | Nazione          | Misura | 3,60  | 3,80  | 3,90  | 4,00  |
| ---- | ------------------- | ---------------- | ------ | ----- | ----- | ----- | ----- |
| 1    | Erkki Kataja        | Finlandia        | 4,00   | -     | O     | -     | O     |
| 1    | Ragnar Lundberg     | Svezia           | 4,00   | -     | O     | -     | O     |
| 1    | Juno Ensio Piironen | Finlandia        | 4,00   | -     | O     | -     | O     |
| 4    | Donald Laz          | Stati Uniti      | 4,00   | -     | O     | O     | O     |
| 4    | Lennart Lind        | Svezia           | 4,00   | O     | O     | -     | O     |
| 4    | George Mattos       | Stati Uniti      | 4,00   | -     | O     | O     | O     |
| 4    | Robert Richards     | Stati Uniti      | 4,00   | -     | O     | O     | O     |
| 8    | Erling Kaas         | Norvegia         | 4,00   | XO    | O     | O     | O     |
| 9    | Valto Olenius       | Finlandia        | 4,00   | -     | -     | -     | XO    |
| 10   | Viktor Knyazev      | Unione Sovietica | 4,00   | -     | O     | -     | XO    |
| 11   | Bunkichi Sawada     | Giappone         | 4,00   | -     | O     | XO    | XO    |
| 12   | Milan Milakov       | Jugoslavia       | 4,00   | O     | O     | -     | XXO   |
| 13   | Ronald Miller       | Canada           | 3,90   | -     | O     | XO    | XXX   |
| 14   | Zenon Ważny         | Polonia          | 3,80   | O     | O     | XXX   |       |
| -    | Geōrgios Roumpanīs  | Grecia           | NM     | -     | XXX   |       |       |
| -    | José Vicente        | Porto Rico       | NM     | XXX   |       |       |       |

### Finale
La misura di 4,40 fa selezione. Solo quattro atleti la superano: gli americani Richards (già bronzo a Londra 1948) e Laz, lo svedese Lundberg ed il sovietico Denisenko. Tutti alla prima prova.

Alla misura successiva, 4,50, tutti invece sbagliano al primo tentativo. Solo i due americani vanno su al secondo; i due europei vengono invece eliminati.

A 4,55 Richards e Laz mostrano la loro stanchezza: i primi due tentativi di entrambi vanno a vuoto. Dopo cinque snervanti ore di gara, Richards riesce a trovare la forza e la concentrazione per valicare la misura. Vince con il nuovo record olimpico.

Per il nuovo regolamento, Lundberg e Denisenko non disputano il salto di spareggio. Ma il compito di classificarli si presenta arduo: i loro ultimi salti sono stati identici, ed hanno anche lo stesso numero di errori totali.
Per attribuire il bronzo bisogna risalire alla misura d'ingresso: Lundberg è entrato in gara dopo Denisenko e quindi il bronzo va allo svedese.
| Pos.    | Atleta              | Nazione          | Misura | Salti | Salti | Salti | Salti | Salti | Salti | Salti | Salti | Salti | Salti |
| Pos.    | Atleta              | Nazione          | Misura | 3,60  | 3,80  | 3,95  | 4,10  | 4,20  | 4,30  | 4,40  | 4,50  | 4,55  | 4,60  |
| ------- | ------------------- | ---------------- | ------ | ----- | ----- | ----- | ----- | ----- | ----- | ----- | ----- | ----- | ----- |
| Oro     | Robert Richards     | Stati Uniti      | 4,55   | -     | -     | O     | O     | O     | O     | O     | XO    | XXO   | XXX   |
| Argento | Donald Laz          | Stati Uniti      | 4,50   | -     | -     | O     | O     | O     | O     | O     | XO    | XXX   |       |
| Bronzo  | Ragnar Lundberg     | Svezia           | 4,40   | -     | -     | -     | -     | O     | XO    | O     | XXX   |       |       |
| 4       | Piotr Denysenko     | Unione Sovietica | 4,40   | -     | -     | O     | O     | XO    | O     | O     | XXX   |       |       |
| 5       | Valto Olenius       | Finlandia        | 4,30   | -     | -     | -     | O     | XO    | XO    | XXX   |       |       |       |
| 6       | Bunkichi Sawada     | Giappone         | 4,20   | -     | O     | XXO   | O     | O     | XXX   |       |       |       |       |
| 7       | Volodymyr Brazhnyk  | Unione Sovietica | 4,20   | -     | O     | O     | O     | XO    | XXX   |       |       |       |       |
| 8       | Viktor Knyazev      | Unione Sovietica | 4,20   | -     | O     | O     | XO    | XO    | XXX   |       |       |       |       |
| 9       | George Mattos       | Stati Uniti      | 4,20   | -     | O     | O     | XO    | XXO   | XXX   |       |       |       |       |
| 10      | Erkki Kataja        | Finlandia        | 4,10   | -     | -     | O     | O     | XXX   |       |       |       |       |       |
| 11T     | Tamás Homonnay      | Ungheria         | 4,10   | -     | -     | O     | O     | XXX   |       |       |       |       |       |
| 11T     | Lennart Lind        | Svezia           | 4,10   | -     | O     | O     | O     | XXX   |       |       |       |       |       |
| 13      | Milan Milakov       | Jugoslavia       | 4,10   | -     | O     | XO    | O     | XXX   |       |       |       |       |       |
| 14T     | Rigas Efstathiadis  | Grecia           | 3,95   | -     | O     | O     | XXX   |       |       |       |       |       |       |
| 14T     | Torfi Bryngeirsson  | Islanda          | 3,95   | -     | O     | O     | XXX   |       |       |       |       |       |       |
| 16      | Erling Kaas         | Norvegia         | 3,80   | -     | O     | XXX   |       |       |       |       |       |       |       |
| 17      | Theodosios Balafas  | Grecia           | 3,80   | O     | O     | XXX   |       |       |       |       |       |       |       |
| 18T     | Juno Ensio Piironen | Finlandia        | 3,80   | -     | XO    | XXX   |       |       |       |       |       |       |       |
| 18T     | Zeno Dragomir       | Romania          | 3,80   | -     | XO    | XXX   |       |       |       |       |       |       |       |

Robert Richards, forse caso unico nell'atletica ai Giochi, è un sacerdote della Chiesa metodista. Dopo la vittoria si inginocchia sulla pista per raccogliersi in preghiera.

L'anno precedente Richards era stato premiato come migliore atleta USA negli sport non professionistici («James E. Sullivan Award»).